# Louis-Luc Loiseau de Persuis
Louis-Luc Loiseau de Persuis (Metz, 4 luglio 1769 – Parigi, 20 dicembre 1819) è stato un compositore, violinista e direttore d'orchestra francese.

## Biografia

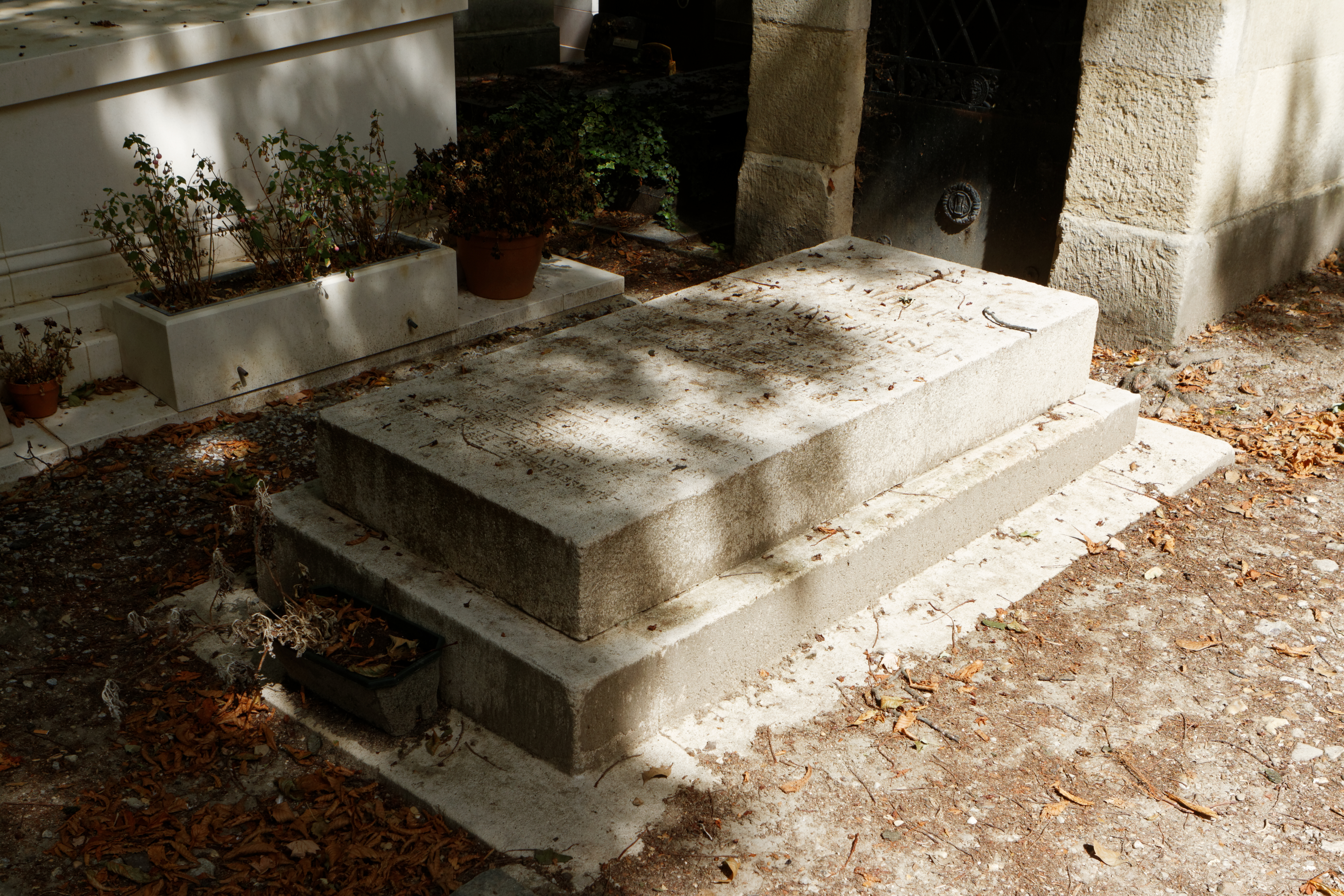
Tomba al cimitero di Père-Lachaise.

Dopo una prima formazione musicale nella sua città natale, Persuis raggiunse Parigi nel 1787 e entrò nell'orchestra dell'Opera nel 1793. Trascorse tutta la sua carriera in questa istituzione, dove fu nominato maestro del coro nel 1803, poi direttore d'orchestra nel 1810, in sostituzione di Jean-Baptiste Rey. Ha ricoperto anche incarichi amministrativi presso l'Opera: direttore, ispettore generale della musica nel 1816, direttore di scena e degli artisti dal 1 aprile 1817, poi Amministratore Unico dal 3 settembre 1817 al 13 novembre 1819, data in cui una malattia, che gli sarebbe stata fatale poche settimane dopo, lo costrinse a rinunciare.
Compositore, Persuis ha al suo attivo balletti e diversi melodrammi, opere e opere comiche. Il suo più grande successo fu Le Triomphe de Trajan, in collaborazione con Jean-François Lesueur, composto nel 1807 e rimasto nei teatri per molto tempo. Tra il 1810 e il 1815, Persuis fu il compositore più rappresentato (con 157 rappresentazioni), e questo successo è in gran parte dovuto al Trionfo di Traiano. Per l'opéra-comique, Persuis è stato particolarmente apprezzato al Théâtre Favart. Ha anche adattato altre opere, ad esempio l'oratorio I crociati di Maximilian Stadler.
Fu inoltre insegnante. Nominato professore di canto al Conservatorio di Parigi, dovette lasciare l'incarico nel 1802. Il suo nome fu nuovamente proposto per una scuola di canto all'Opera, che alla fine non fu creata. I suoi doveri di maestro del coro, tuttavia, gli hanno dato l'opportunità di formare coristi.
Il 20 luglio 1805, a Parigi, sposò l'artista-pittrice Eugénie Delaporte, allieva di Jean-Baptiste Regnault, che espose al Salon dal 1801 al 1808.
È sepolto nel cimitero di Père-Lachaise (8ª divisione)..

## Opere e balletti
- 1791: La nuit espagnole, opéra-comique, libretto di Joseph Fiévée;
- 1793: Estelle, opéra-comique in 3 atti, libretto di Villebrune;
- 1798: Phanor et Angéla || opéra-comique in 3 atti, libretto di Faur;
- Léonidas, ou Les spartiates, opera con Antoine-Frédéric Gresnick, libretto di René-Charles Guilbert de Pixerécourt;
- Fanny Morna, ou L'écossaise, dramma lirico in 3 atti, libretto di Edmond de Favières;
- 1800: Le fruit défendu, opera in 1 atto, libretto di E. Gosse;
- 1801: Marcel, ou L'héritier supposé, opéra-comique in 1 atto, libretto di Pixerécourt;
- 1807: L'inauguration du Temple de la victoire, con Jean-François Lesueur, tragedia-lirica in 1 atto, libretto di Pierre Baour-Lormian e coreografia di Pierre Gardel;
- 1807: Le retour d'Ulysse, balletto in 3 atti, coreografia di Louis Milon
- 1807: Le triomphe de Trajan, con Lesueur, tragedia lirica in 3 atti, libretto di J. Esménard;
- 1812: La Jérusalem délivrée, tragedia lirica in 5 atti, libretto di Pierre Baour-Lormian da Torquato Tasso;
- 1813: Nina, ou La folle par amour, balletto in 2 atti, coreografia di Milon;
- 1815: L’épreuve villageoise, ou André et Denise, balletto in 2 atti, coreografia di Milon;
- 1815: L’heureux retour, con Henri Montan Berton e Rodolphe Kreutzer, opéra-ballet in 1 atto, coreografia di Milon;
- 1816: Le carnaval de Venise, ou La constance à l'épreuve con Kreutzer, balletto in 2 atti, coreografia di Milon;
- 1816: Les dieux rivaux, ou Les fêtes de Cythère con Berton, Kreutzer, e Gaspare Spontini, opéra-ballet in 1 atto, libretto di Michel Dieulafoy e C. Briffaut;
- 1818: Der Zauberschlaf, con A. Gyrowetz e balletto in 2 atti, Jean-Louis Aumer;